# La Fin de Mme Cheyney
Pour les articles homonymes, voir The Last of Mrs. Cheyney.
Pour plus de détails, voir Fiche technique et Distribution.
La Fin de Mme Cheyney (The Last of Mrs. Cheyney) est un film américain réalisé par Richard Boleslawski, sorti en 1937.

## Synopsis
La belle Fay Cheyney voyage vers l’Angleterre à bord du Queen Mary en compagnie de son majordome Charles. Elle est très courtisée par Lord Francis Kelton et Lord Arthur Dilling. Arrivée à Londres, Fay devient la coqueluche de la haute société et la tante d’Arthur, la duchesse d'Ebley, l’invite à passer le week-end chez elle. Mais Fay et Charles sont des escrocs et la belle aventurière semble très intéressée par le collier de perles de la duchesse.

## Fiche technique
- Titre : La Fin de Mme Cheyney
- Titre original : The Last of Mrs. Cheyney
- Réalisation : Richard Boleslawski
- Coréalisateurs, non crédités : Dorothy Arzner et George Fitzmaurice
- Scénario : Leon Gordon, Samson Raphaelson et Monckton Hoffe d'après une pièce de Frederick Lonsdale
- Production : Lawrence Weingarten
- Société de production : MGM
- Musique : William Axt
- Photographie : George J. Folsey
- Montage : Frank Sullivan
- Décors : Cedric Gibbons
- Costumes : Adrian
- Pays d'origine : États-Unis
- Langue : anglais
- Format : Noir et blanc - Son : Mono (Western Electric Sound System)
- Genre : Comédie dramatique
- Durée : 98 minutes
- Date de sortie : 19 février 1937 (USA)
- Affiche : Roger Soubie (France)

## Distribution
- Joan Crawford : Mme Fay Cheyney
- William Powell : Charles
- Robert Montgomery : Lord Arthur Dilling
- Frank Morgan : Lord Francis Kelton
- Jessie Ralph : La Duchesse d'Ebley
- Nigel Bruce : Lord Willie Winton
- Colleen Clare : Joan
- Benita Hume : Lady Kitty Winton
- Ralph Forbes : Cousin John Clayborn
- Aileen Pringle : Maria
- Melville Cooper : William 'Bill'
- Leonard Carey : Ames
- Sara Haden : Anna
- Lumsden Hare : Inspecteur Witherspoon de Scotland Yard

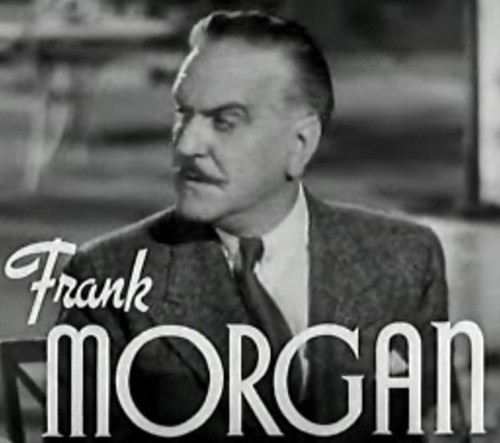
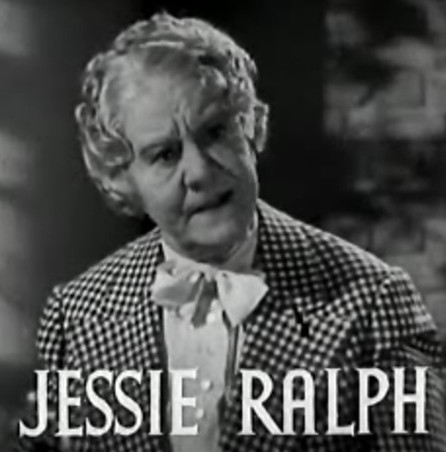
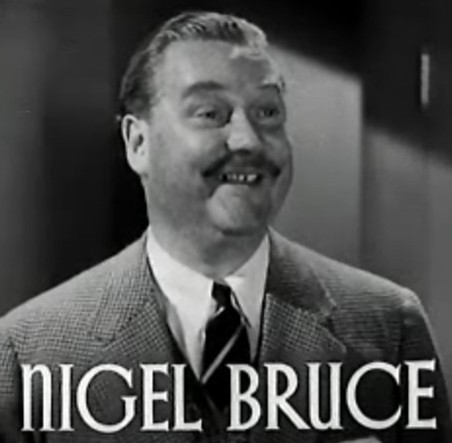
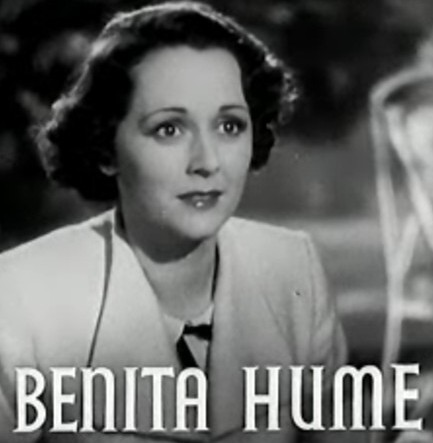